# (73994) 1998 FM21
(73994) 1998 FM21 – planetoida z pasa głównego asteroid okrążająca Słońce w ciągu 3,3 lat w średniej odległości 2,21 j.a. Odkryta 20 marca 1998 roku.